# Carmen Ruíz y Alá
Carmen Ruíz y Alá (?-Barcelona, 19 de octubre de 1890) fue una educadora y escritora española. Publicó varios manuales en los que difundía sus innovaciones teóricas en el campo del corte y confección. Su primera obra, Método para aprender a cortar y confeccionar, despertó gran interés en el público de la época.
Tuvo un temprano interés docente en las técnicas de costura, lo que la llevaron a obtener el grado de Catedrático de Educación Primaria. Impartió clases en un colegio ubicado en el número 106 de la calle del Carmen de Barcelona, donde llegó a ser su directora.
Promovió la creación de la academia pública Escuela Provincial de Corte de Barcelona (conocida como Colegio Central de Corte para Señoritas), fundada en 1881, destinada a la instrucción en técnicas de corte y confección a mujeres de pocos recursos económicos.
No solo se dedicó a la enseñanza, sino que también se interesó por la investigación de novedosas técnicas, como un nuevo sistema de corte en cuadrícula diseñado para educación primaria. Estos trabajos fueron primero difundidos a través de publicaciones en prensa y revistas de la época. Posteriormente recopiló sus investigaciones en obras, como Método para aprender á cortar y confeccionar toda clase de prendas de vestir, Álbum-recuerdo y Cortes de patrones de chaquetas sin costuras.